# Bupranolol
Bupranolol là một thuốc chẹn beta không chọn lọc, không có hoạt động giao cảm nội tại (ISA), nhưng có hoạt tính ổn định màng mạnh. Hiệu lực của nó tương tự như propranolol.

## Công dụng và liều lượng
Giống như các thuốc chẹn beta khác, bupranolol đường uống có thể được sử dụng để điều trị tăng huyết áp và nhịp tim nhanh. Liều ban đầu là 50 mg hai lần một ngày. Nó có thể tăng lên 100   mg bốn lần một ngày. Thuốc nhỏ mắt Bupranolol (0,05% -0,5%) được sử dụng để chống lại bệnh tăng nhãn áp.     

## Dược lý
Bupranolol được hấp thu nhanh chóng và hoàn toàn từ ruột. Hơn 90% trải qua quá trình trao đổi chất đầu tiên. Bupranolol có thời gian bán hủy trong huyết tương khoảng hai đến bốn giờ, với mức độ không bao giờ đạt đến 1 µg/l/ với liều điều trị. Chất chuyển hóa chính là carboxybupranolol, 4-chloro-3-[3-(1,1-dimethylethylamino) -2-hydroxy-propyloxy] axit benzoic – đó là, các nhóm methyl vào vòng benzen được oxy hóa thành một carboxyl nhóm – trong đó 88% được loại bỏ hoàn toàn trong vòng 24 giờ. 

## Tác dụng phụ, chống chỉ định, tương tác
Tác dụng phụ, chống chỉ định và tương tác tương tự như các thuốc chẹn beta khác.     